# Hinweisschilder für Kraftfahrzeuge
Hinweisschilder für Kraftfahrzeuge werden, aufgrund von gesetzlichen Vorschriften, hauptsächlich an Nutzfahrzeugen angebracht. Sie kennzeichnen besondere Eigenschaften von Fahrzeugen, deren steuerliche Behandlung oder geben Hinweise auf die Ladung.

## Kennzeichnungen gemäß deutschem Recht

### Zeichen „Geräuscharmes Kraftfahrzeug“
Gemäß § 49 Abs. 3 StVZO dürfen Kraftfahrzeuge, die zur Geräuschklasse G 1 im Sinne der Anlage XIV zu § 48 der StVZO gehören und damit als geräuscharm gelten, mit dem Zeichen „Geräuscharmes Kraftfahrzeug“ gemäß Anlage XV zu § 49 Absatz 3 der StVZO, gekennzeichnet werden. Das Zeichen ist an der Fahrzeugvorderseite sichtbar und fest anzubringen; es darf zusätzlich auch an der Fahrzeugrückseite angebracht sein. Gemäß § 31e StVZO gelten auch ausländische Kraftfahrzeuge, die zur Geräuschklasse G 1 im Sinne der Nummer 3.2.1 der Anlage XIV zu § 48 der StVZO gehören als geräuscharm und dürfen mit dem Zeichen „Geräuscharmes Kraftfahrzeug“ gemäß Anlage XV zu § 49 Absatz 3 der StVZO gekennzeichnet sein.
Andere Fahrzeuge dürfen gemäß § 49 Absatz 3 Satz 2 StVZO mit diesem Zeichen nicht gekennzeichnet werden. Ebenso dürfen gemäß § 49 Absatz 3 Satz 3 StVZO an Fahrzeugen keine Zeichen angebracht werden, die mit dem „Geräuscharmes Kraftfahrzeug“ gemäß Anlage XV zu § 49 Absatz 3 der StVZO verwechselt werden können. Gemäß § 31e Satz 2 StVZO gilt dies für ausländische Fahrzeuge entsprechend.
Wer ein Fahrzeug, das nicht mit dem Zeichen „Geräuscharmes Kraftfahrzeug“ gemäß Anlage XV zu § 49 Absatz 3 der StVZO gekennzeichnet werden darf, vorsätzlich oder fahrlässig damit kennzeichnet oder an einem Fahrzeug ein Zeichen anbringt, das mit dem Zeichen „Geräuscharmes Kraftfahrzeug“ gemäß Anlage XV zu § 49 Absatz 3 der StVZO verwechselt werden kann, handelt gemäß § 69a Absatz 5 Nummer 5e StVZO ordnungswidrig im Sinne des § 24 des Straßenverkehrsgesetzes (StVG); dies gilt auch bei ausländischen Fahrzeugen. Die Ordnungswidrigkeit kann gemäß § 24 Absatz 2 StVG mit einer Geldbuße bis zu zweitausend Euro geahndet werden.

Zeichen „Geräuscharmes Kraftfahrzeug“

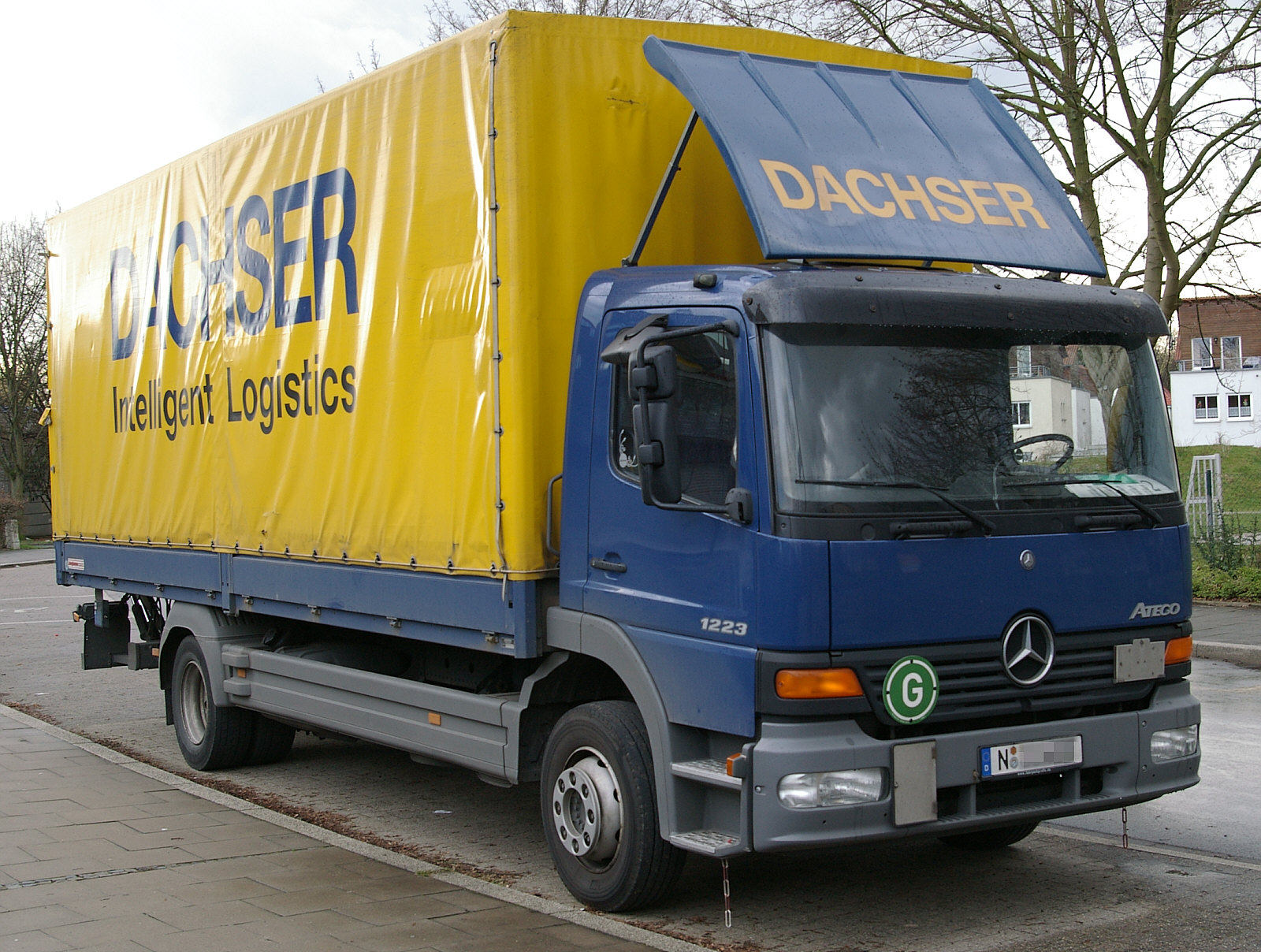
LKW mit Zeichen „Geräuscharmes Kraftfahrzeug“ an der Fahrzeugvorderseite

Rundes Zeichen mit weißem Buchstaben „G“ in Schriftgröße h = 125 mm (gemäß DIN 1451, Teil 2) in einem grünen Kreis von 200 mm Durchmesser, um den Kreis ein weißer Rand von 10 mm Breite. Nicht retroreflektierend, Farbtöne gemäß Farbtonregister RAL 840 HR, Farbton für weiß: RAL 9001 und für grün: RAL 6001.

### Erkennungszeichen für Steuerbefreiung aufgrund ausschließlicher Verwendung im Kombinierten Verkehr
LKW, die nur zwischen einerseits Be- oder Entladestelle und andererseits nächstgelegenem geeigneten Bahnhof oder einem innerhalb eines Umkreises von höchstens 150 Kilometern Luftlinie gelegenen Binnenhafen oder Seehafen verkehren (und damit den Vor- oder Nachlauf auf der Straße im Kombinierten Verkehr abwickeln), sind äußerlich mit diesem Erkennungszeichen versehen. Diese Fahrzeuge sind gemäß § 3 Nummer 9 KraftStG von der Kraftfahrzeugsteuer befreit, unter der Voraussetzung, dass die Fahrzeuge äußerlich als für diese Zwecke bestimmt erkennbar sind.

Erkennungszeichen für Steuerbefreiung aufgrund ausschließlicher Verwendung im Kombinierten Verkehr

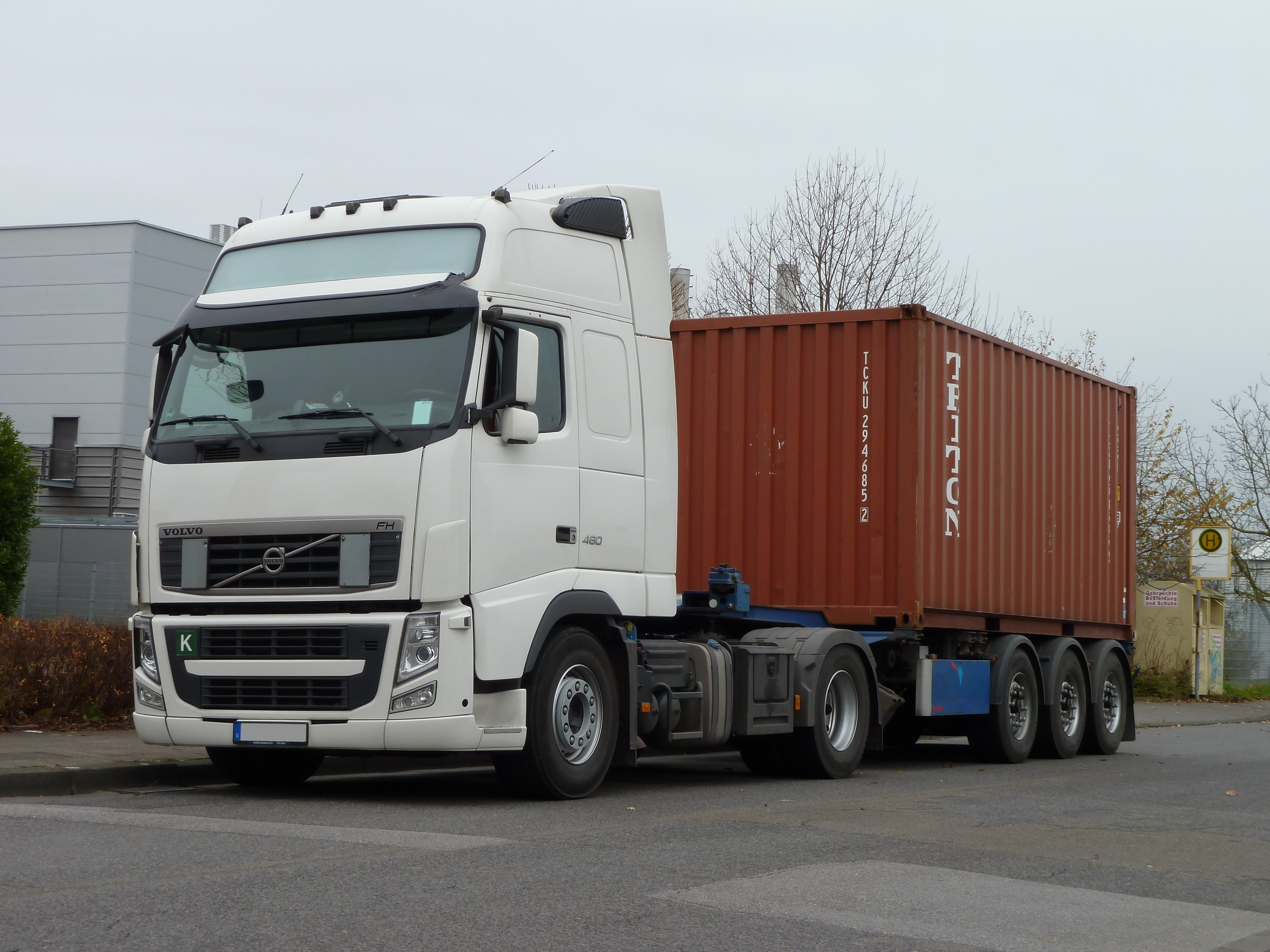
LKW mit Erkennungszeichen für Steuerbefreiung aufgrund ausschließlicher Verwendung im Kombinierten Verkehr

Quadratisches Erkennungszeichen mit weißem „K“ auf grünem Grund. Wird oft in den Formaten 100 × 100 mm, 150 × 150 mm und 200 × 200 mm angeboten.

### A-Schild – Warntafel Abfallbeförderung

Rechteckige, rückstrahlende, weiße Warntafel von mindestens 40 Zentimetern Breite und mindestens 30 Zentimetern Höhe, die in schwarzer Farbe die Aufschrift „A“ (Buchstabenhöhe 20 cm, Schriftstärke 2 cm) trägt. („A-Schild“)

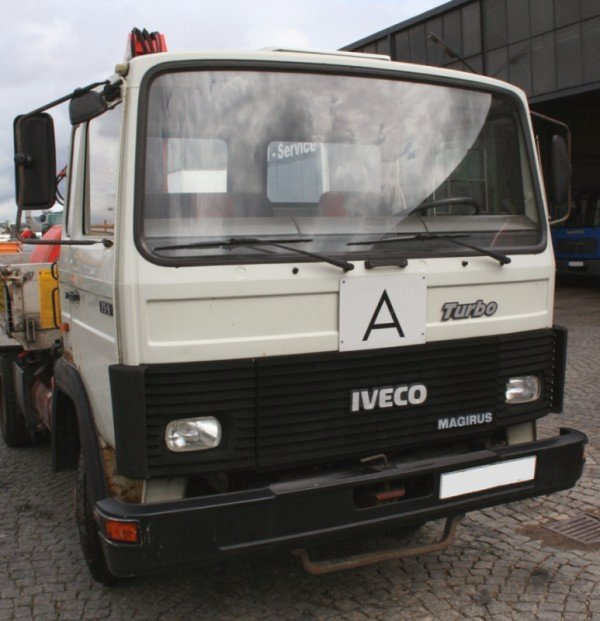
Lkw mit A-Schild vorn am Fahrzeug

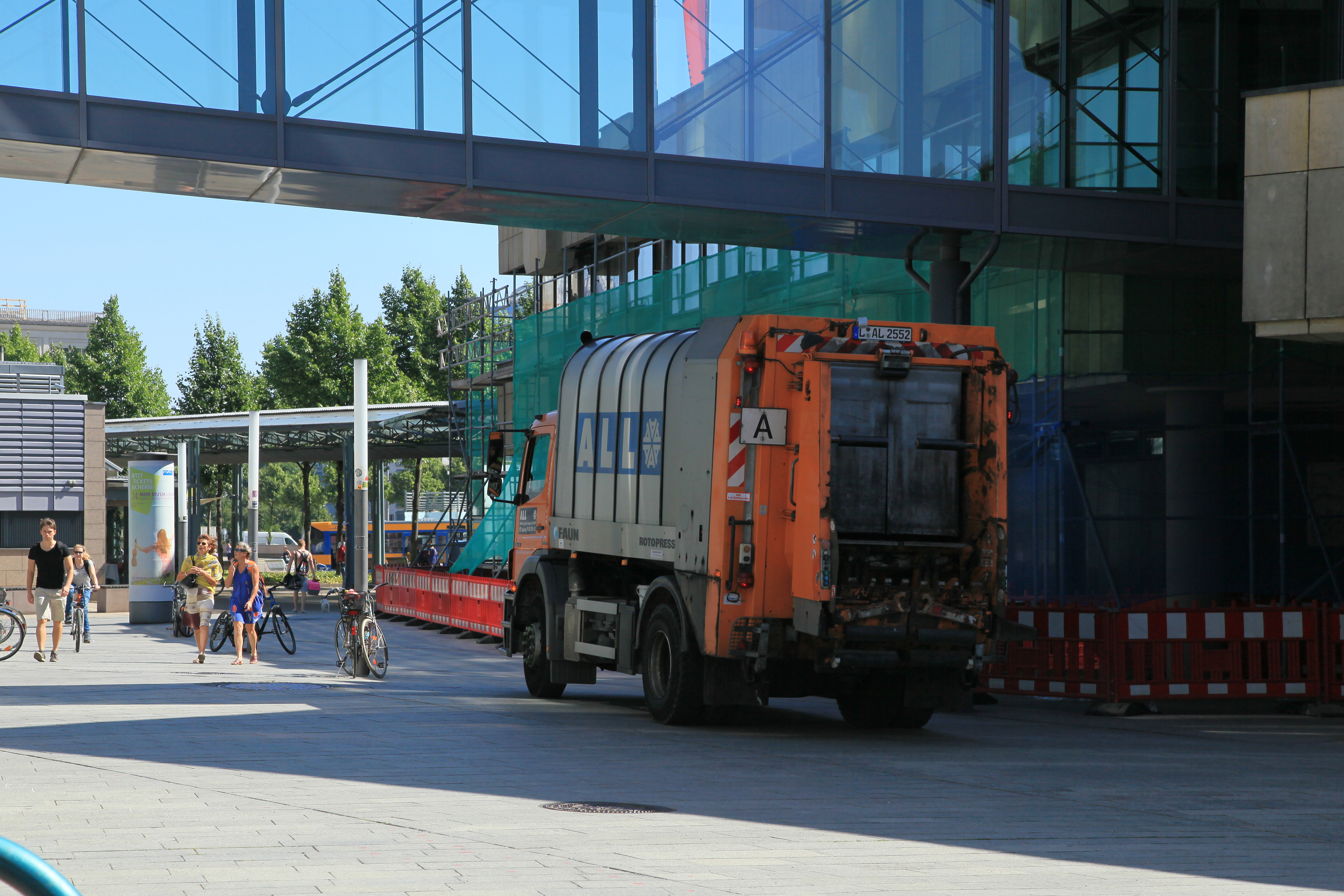
Abfallsammelfahrzeug mit A-Schild hinten am Fahrzeug

Fahrzeuge, mit denen Abfälle auf öffentlichen Straßen befördert werden, müssen gemäß § 55 KrWG und § 10 AbfVerbrG vor Antritt der Fahrt mit zwei rechteckigen, rückstrahlenden, weißen Warntafeln (A-Schildern) von mindestens 40 Zentimetern Breite und mindestens 30 Zentimetern Höhe versehen werden. Die Warntafeln müssen in schwarzer Farbe die Aufschrift „A“ (Buchstabenhöhe 20 cm, Schriftstärke 2 cm) tragen. Die Warntafeln müssen während der Beförderung außen am Fahrzeug deutlich sichtbar angebracht sein, und zwar vorn und hinten. Bei Zügen (Fahrzeugkombination) muss die hintere Tafel an der Rückseite des Anhängers angebracht sein.
Wer ein Fahrzeug vorsätzlich oder fahrlässig nicht, nicht richtig, nicht vollständig oder nicht rechtzeitig mit Warntafeln versieht, handelt ordnungswidrig gemäß § 69 Absatz 2 Nummer 13 KrWG und § 18 Absatz 1 Nummer 11 AbfVerbrG. Diese Ordnungswidrigkeit kann gemäß § 69 Absatz 3 KrWG mit einer Geldbuße bis zu zehntausend Euro und gemäß § 18 Absatz 3 AbfVerbrG mit einer Geldbuße bis zu zwanzigtausend Euro geahndet werden.

## Kennzeichnungen gemäß österreichischem Recht

### Tafel mit dem BuchstabenL zur Kennzeichnung von lärmarmen Kraftfahrzeugen
Ein Kraftfahrzeug, das als lärmarmes Kraftfahrzeug im Sinne von § 8b Absatz 1 KDV 1967 gilt, ist gemäß § 8b Absatz 5 KDV 1967 neben der vorderen Kennzeichentafel mit einer kreisrunden grünen Tafel mit weißem Rand und dem lateinischen Buchstaben L zu kennzeichnen. Ein Fahrzeug mit diesem Zeichen unterliegt in Österreich nicht dem Nachtfahrverbot auf bestimmten Autobahnen zwischen 22 und 5 Uhr. Da die österreichischen Anforderungen an ein lärmarmes Kraftfahrzeug gemäß § 8b Absatz 1 i. V. m. Absatz 4a KDV 1967 höher sind, als die deutschen Anforderungen an ein geräuscharmes Kraftfahrzeug, wird das deutsche Zeichen „Geräuscharmes Kraftfahrzeug“ in Österreich nicht anerkannt.
Das Führen der zuvor genannten kreisrunden grünen Tafel gemäß § 8b Absatz 5 KDV 1967 an anderen Kraftfahrzeugen und Anhängern als denen, an denen die Tafel angebracht sein muss, ist gemäß § 26a Absatz 1 Halbsatz 1 KDV 1967 unzulässig. Gemäß § 26a Absatz 1 Halbsatz 2 KDV 1967 dürfen Gegenstände, die nach ihrer Beschaffenheit und ihrem Aussehen leicht für solche Tafeln gehalten werden können, an Fahrzeugen nicht angebracht sein.

Tafel mit dem Buchstaben L zur Kennzeichnung von lärmarmen Kraftfahrzeugen

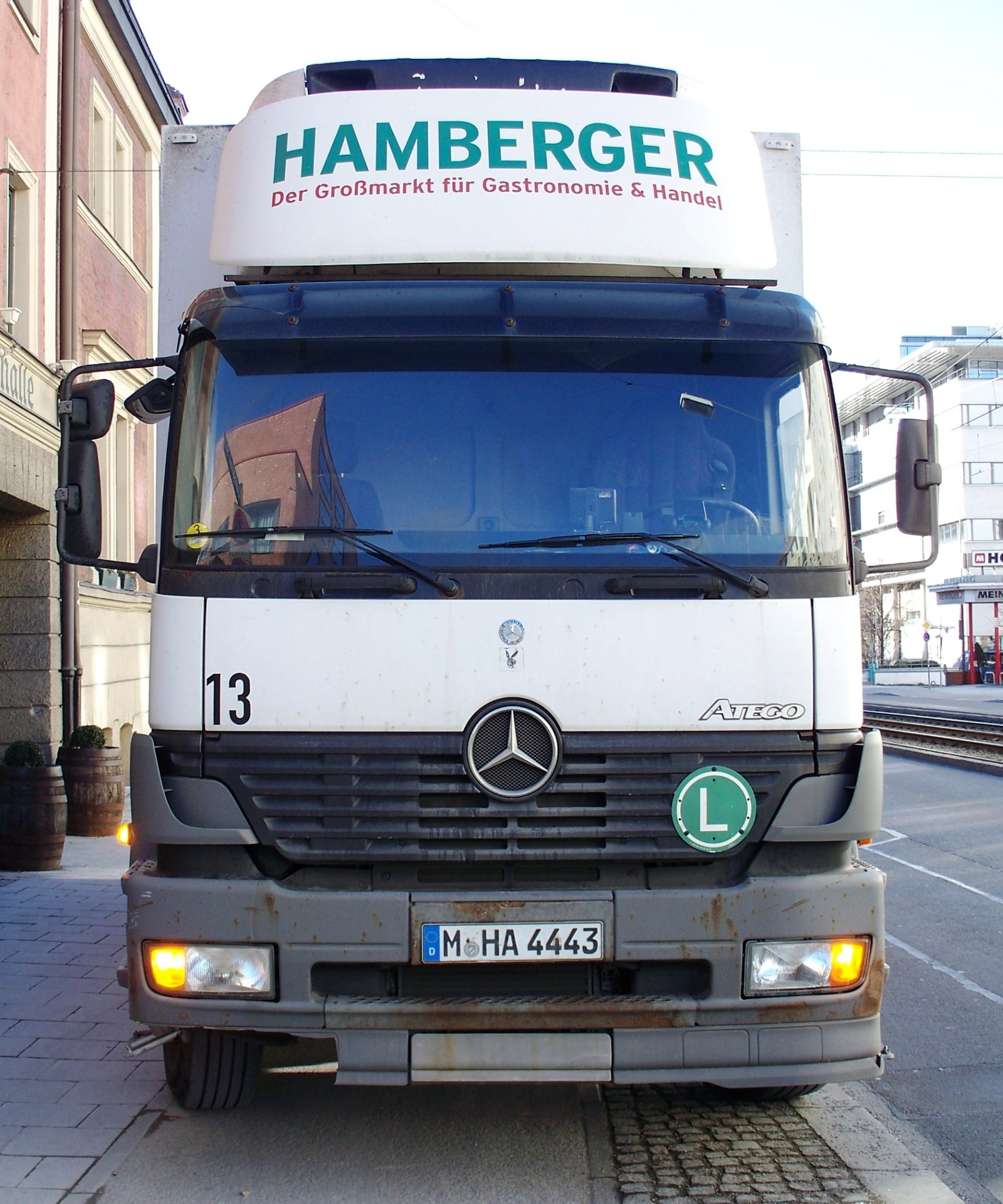
LKW mit Tafel mit dem Buchstaben „L“

Kreisrunde grüne Tafel mit mindestens 20 cm Durchmesser, weißem Rand und dem lateinischen Buchstaben L in dauernd gut lesbarer und unverwischbarer weißer Schrift. Die Tafel muss nach dem Muster der Anlage 5c zur KDV ausgeführt sein. Es sind auch Ausführungen der Tafel mit einem Durchmesser von 15 cm zulässig. Bei diesen Versionen betragen die Abmessungen des Buchstaben L in Abweichung zur Anlage 5c 85 mm Höhe, 55 mm Breite und 12 mm Strichstärke.

## Kennzeichnungen bei der Verwendung von in technischer Hinsicht beschränkten CEMT-Genehmigungen
Der Leitfaden für Regierungsbeamte und Transportunternehmer für die Verwendung des Multilateralen CEMT-Kontingents, der die Ausstellung von CEMT-Genehmigungen regelt, definiert technische Fahrzeugkategorien. Diese tragen die Bezeichnungen:
- „EURO IV sicheres“ Fahrzeug,
- „EURO V sicheres“ Fahrzeug,
- „EURO VI sicheres“ Fahrzeug,[2]: Kap. 3.14 i. V. m. Kapitel 1 16. Spiegelstrich und Kap. 9, 10 und 11
- „EEV sicheres“ Fahrzeug.

Die Bezeichnung „EEV sicheres“ Fahrzeug gilt aber innerhalb des Systems der multilateralen CEMT-Kontingente nicht als eigene Kategorie, daher werden innerhalb des multilateralen CEMT-Genehmigungssystems „EEV sichere“ Fahrzeuge als zur Kategorie „EURO V sicher“ gehörig betrachtet und unterliegen den Vorschriften des entsprechenden Kapitels.: Kap. 10 a i. V. m. Kap. 5.11, 6.3 u. 1 16. Spiegelstrich
Erfolgt eine Fahrt unter Nutzung einer CEMT-Genehmigung, so wird zur Erleichterung und Beschleunigung von Grenzüberschreitungen dringend empfohlen, an Kraftfahrzeugen oder Fahrzeugkombinationen, die einer der zuvor bezeichneten Fahrzeugkategorien angehören, vorne eine magnetische Plakette oder einen Aufkleber mit grünem Hintergrund und einem weißen Rand anzubringen, die jeweils entsprechen der bezeichneten Fahrzeugkategorie in Weiß die Aufschrift „IV“, „V“, „EEV“ oder „VI“ trägt (IV steht dabei für EURO IV, V für EURO V).: Kap. 9, 10, 10. a u. 11 i. V. m. Anlage 8 u. Kap. 1 16. Spiegelstrich
Als Abmessungen der Aufkleber werden angegeben:
- „grüner Durchmesser: 200 mm,
- weißer Durchmesser: 220 mm,
- Buchstabe 114 mm

oder alternativ:
- grüner Durchmesser: 130 mm,
- weißer Durchmesser: 150 mm,
- Buchstabe 75 mm.“[2]: Anlage 8

Die zur Erleichterung und Beschleunigung von Grenzüberschreitungen dringend empfohlenen Aufkleber bzw. magnetischen Plaketten kennzeichnen ein Kraftfahrzeug oder eine Fahrzeugkombination dahingehend, dass erstens für das Kraftfahrzeug ein gültiges Nachweisblatt „CEMT-Nachweis der Übereinstimmung mit den technischen und Sicherheitsanforderungen für ein Kraftfahrzeug“ und ein gültiges Nachweisblatt „CEMT-Nachweis der technischen Überwachung für Kraftfahrzeuge und Anhänger“ jeweils samt zweier Übersetzungen ausgestellt worden ist und zweitens im Falle der Verwendung einer CEMT-Genehmigung, die auf Fahrzeuge dieser oder einer niedrigeren (technischen) Kategorie beschränkt ist, diese Nachweisblätter samt Übersetzungen (sowie im Falle des Mitführens von Anhängern für jeden Anhänger auch dessen Nachweisblatt „Nachweis der Übereinstimmung eines Anhängers mit den technischen Sicherheitsanforderungen“ und Nachweisblatt „CEMT-Nachweis der technischen Überwachung für Kraftfahrzeuge und Anhänger“ jeweils samt zweier Übersetzungen) in zum jeweiligen Zeitpunkt gültiger Fassung mitgeführt werden und das Fahrzeug (oder die Fahrzeuge) tatsächlich den für die Erbringung dieser CEMT-Nachweise erforderlichen technischen Vorschriften entspricht (bzw. entsprechen).

Magnetische Plakette beziehungsweise Aufkleber für „EURO IV sicheres“ Fahrzeug

Magnetische Plakette beziehungsweise Aufkleber für „EURO V sicheres“ Fahrzeug

Magnetische Plakette beziehungsweise Aufkleber für „EURO VI sicheres“ Fahrzeug

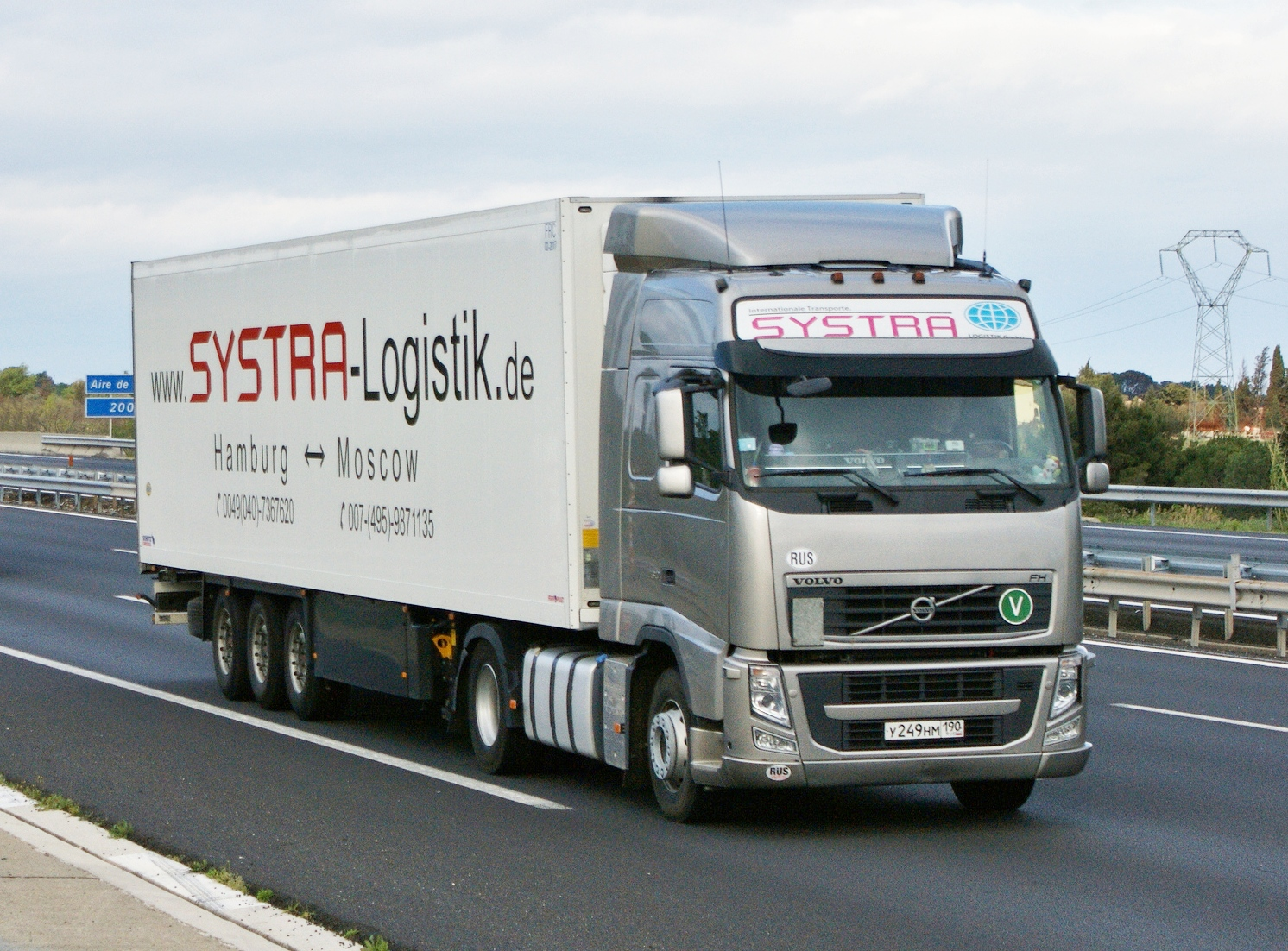
Fahrzeugkombination mit Plakette mit der Aufschrift „V“ für „EURO V sicheres“ Fahrzeug

## Weitere Kennzeichnungen
- Gefahrgutkennzeichnung
- Transports Internationaux Routiers

## Aufgehobene und damit ungültig gewordene Kennzeichnungen

### Aufgehobene Kennzeichnungen bei der Verwendung von in technischer Hinsicht beschränkten CEMT-Genehmigungen
Aufgehobene, und damit außer Kraft getretene Fassungen des die Ausstellung von CEMT-Genehmigungen regelnden Leitfadens für Regierungsbeamte und Transportunternehmer für die Verwendung des Multilateralen CEMT-Kontingents, die durch die derzeit geltende Fassung (siehe entsprechenden obigen Abschnitt) ersetzt wurden, definierten technische Fahrzeugkategorien mit den Bezeichnungen
- „grüne Lastkraftwagen“ beziehungsweise „grünes“ Fahrzeug (letztere Bezeichnung seit dem 24./25. Mai 2005, das zugehörige Programm hieß auch vorher schon „grünes“ Fahrzeug, Fahrzeugkategorie bis zum 1. Januar 2009),
- „supergrünes und sicheres“ Fahrzeug (bis zum 1. Januar 2009),
- „EURO3 sicheres“ Fahrzeug (bis zum 1. Januar 2009),
- „EURO III sicheres“ Fahrzeug (mit Wirkung vom 1. Januar 2009 bis zum[2]: Anl. 8 oder bis einschließlich des[2]: Kap. 6.3 FN 1 31. Dezember 2015),
- „EURO4 sicheres“ Fahrzeug (seit dem 24./25. Mai 2005 bis zum 1. Januar 2009, die Nachfolgekategorie „EURO IV sicheres“ Fahrzeug ist weiterhin in Kraft, siehe im entsprechenden Abschnitt oben).

Für den Zeitraum der Gültigkeit der zuvor aufgeführten Fahrzeugkategorien wurde zur Erleichterung und Beschleunigung von Grenzüberschreitungen dringend empfohlen, an Kraftfahrzeugen oder Fahrzeugkombinationen, die einer dieser Fahrzeugkategorien angehörten, vorne eine magnetische Plakette oder einen Aufkleber mit grünem Hintergrund und einem weißen Rand anzubringen, die im Falle der Zugehörigkeit
1. zur Kategorie „grüner Lastkraftwagen“ beziehungsweise „grünes“ Fahrzeug in Weiß die Aufschrift „U“ oder „E“ (Umwelt bzw. Environment),
2. zur Kategorie „supergrünes und sicheres“ Fahrzeug in Weiß die Aufschrift „S“ (Sûr = Safe = Sicher),
3. zur Kategorie „EURO3 sicheres“ Fahrzeug in Weiß die Aufschrift „3“ (3 = EURO3),

- zur Kategorie „EURO III sicheres“ Fahrzeug in Weiß die Aufschrift „III“ (III = EURO III) und

1. zur Kategorie „EURO4 sicheres“ Fahrzeug in Weiß die Aufschrift „4“ (4 = EURO4)

trug, wenn eine Fahrt unter Nutzung einer CEMT-Genehmigung erfolgte.

Magnetische Plakette beziehungsweise Aufkleber für „grünes“ Fahrzeug mit dem Buchstaben „U“

Magnetische Plakette beziehungsweise Aufkleber für „grünes“ Fahrzeug mit dem Buchstaben „E“

Magnetische Plakette beziehungsweise Aufkleber für „supergrünes und sicheres“ Fahrzeug mit dem Buchstaben „S“

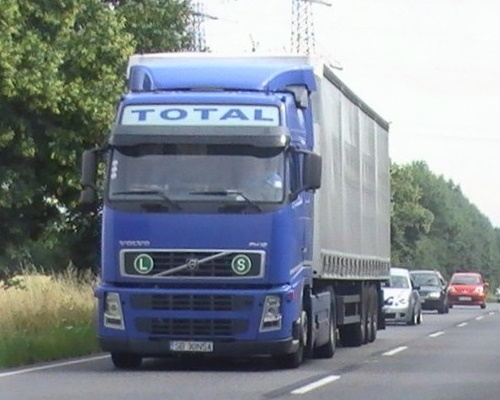
Fahrzeugkombination mit Plakette mit der Aufschrift „S“ für „supergrünes und sicheres“ Fahrzeug vorne (daneben ist die Tafel mit dem Buchstaben „L“ gemäß österreichischem Recht angebracht)

Magnetische Plakette beziehungsweise Aufkleber für „EURO3 sicheres“ Fahrzeug

Magnetische Plakette beziehungsweise Aufkleber für „EURO III sicheres“ Fahrzeug

Magnetische Plakette beziehungsweise Aufkleber für „EURO4 sicheres“ Fahrzeug

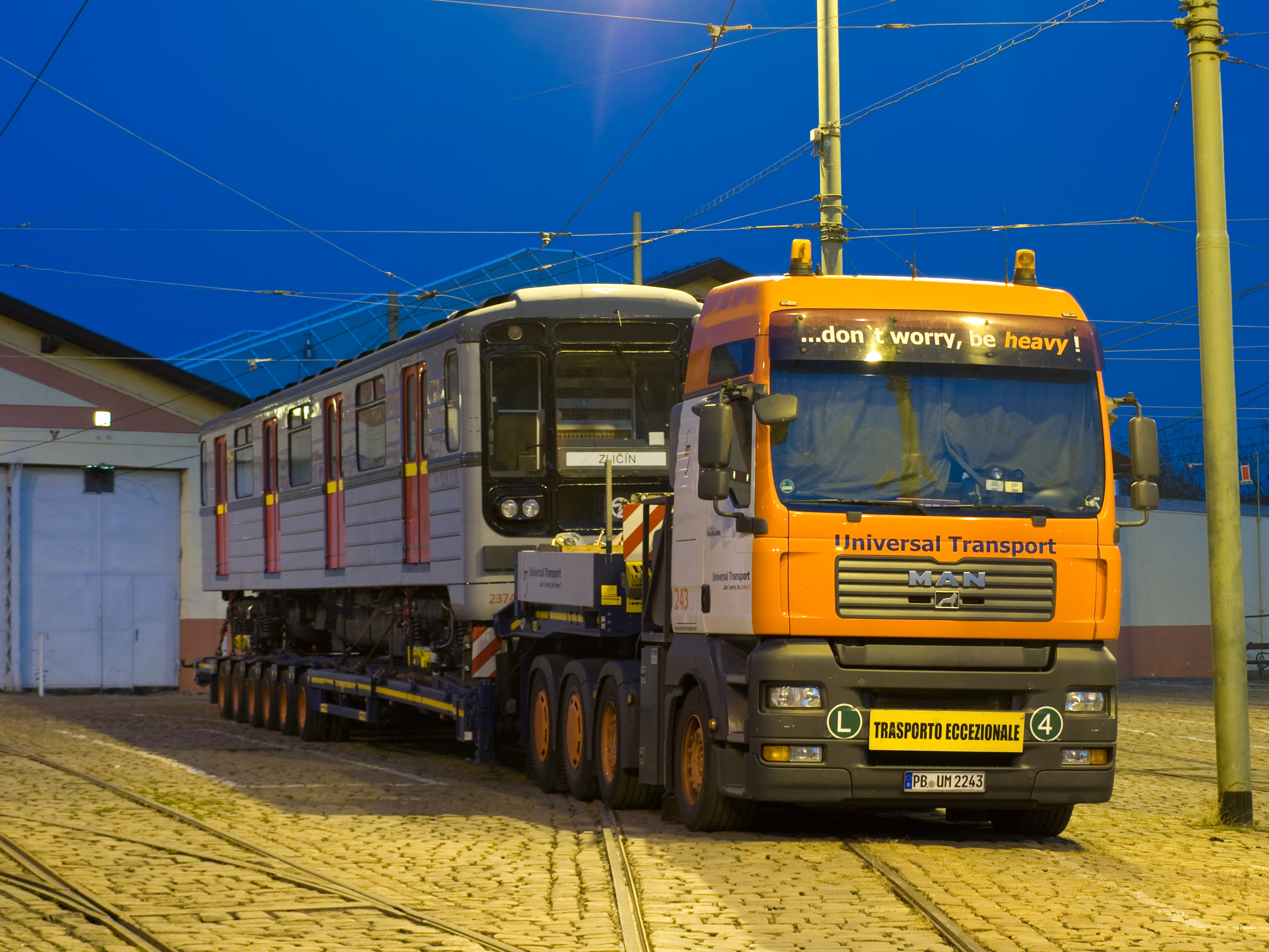
Fahrzeugkombination mit Plakette mit der Aufschrift „4“ für „EURO4 sicheres“ Fahrzeug vorne daran (daneben ist die Tafel mit dem Buchstaben „L“ gemäß österreichischem Recht angebracht)

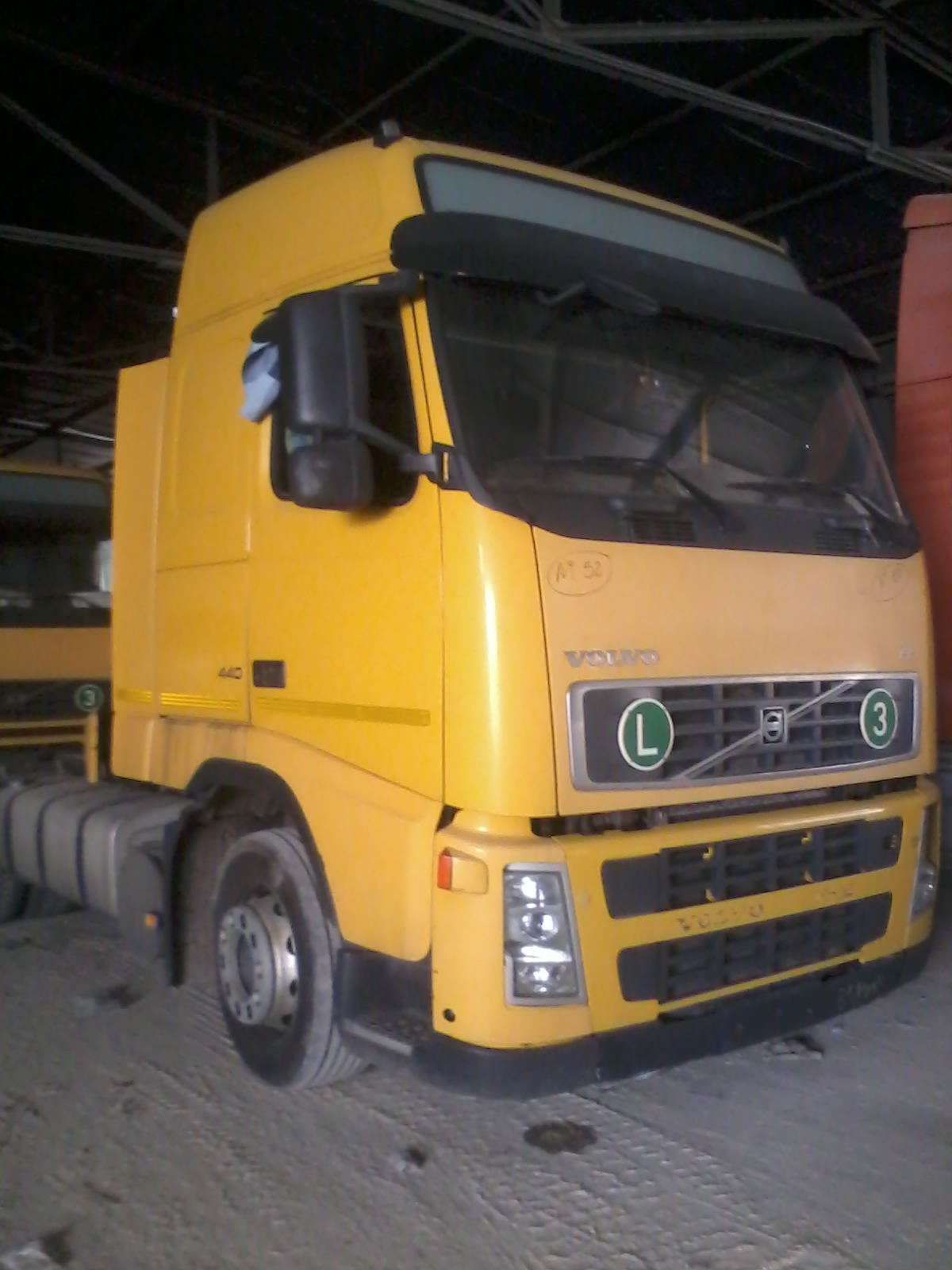
Für den Gütertransport bestimmtes Kraftfahrzeug mit Plakette mit der Aufschrift „3“ für „EURO3 sicheres“ Fahrzeug vorne (daneben ist die Tafel mit dem Buchstaben „L“ gemäß österreichischem Recht angebracht)

## Belege
1. ↑  Lkw-Embleme »Was bedeuten die grünen runden Schilder vorne am Lkw?« In: fahrtipps.de, Andreas Wismann, 5. Mai 2004, abgerufen am 1. September 2016.
2. 1 2 3 4 5 6 7  Kapitel 9, 10, 10. a und 11 i. V. m. Anlage 8, und Kapitel 1 16. Spiegelstrich, diese gemeinsam i. V. m. Kapitel 3.14 i. V. m. Anlage 3, die letzteren beiden gemeinsam i. V. m. Kapitel 5.11, 6.3 und 6.4 des Leitfadens für Regierungsbeamte und Transportunternehmer für die Verwendung des Multilateralen CEMT-Kontingents in der Fassung der Resolution des Ministerrates der Europäischen Konferenz der Verkehrsminister (CEMT) zum Leitfaden für Regierungsbeamte und Transportunternehmer für die Verwendung des Multilateralen CEMT-Kontingents am 1. Januar 2002, beschlossen auf der Tagung des Ministerrates der CEMT am 29./30. Mai 2001, geändert auf der Tagung des Ministerrates der CEMT am 24./25. Mai 2005, durch die ITF-Gruppe für den Straßentransport mit Wirkung vom 1. Januar 2014 angepasst, in der Bundesrepublik Deutschland bekannt gemacht durch die Bekanntmachung der Resolution des Ministerrates der Europäischen Konferenz der Verkehrsminister (CEMT) zum Leitfaden für Regierungsbeamte und Transportunternehmer für die Verwendung des Multilateralen CEMT-Kontingents vom 19. Januar 2015; in: Bundesgesetzblatt, Jahrgang 2015 Teil II Nr. 3, ausgegeben zu Bonn am 3. Februar 2015, S. 69 bis 135, abgerufen im September 2016 (PDF-Datei, 12,62 MB).